# Soo Line Railroad
La Soo Line Railroad (marchio SOO) è una società ferroviaria statunitense, filiale della Canadian Pacific Railway (marchio CP), una delle sette ferrovie statunitensi, controllata tramite la Soo Line Corporation. Anche se prende il nome dalla Minneapolis, St. Paul and Sault Ste. Marie Railroad (MStP&SSM), che era conosciuta come Soo Line a causa della trascrizione fonetica di Sault, fu fondata nel 1961 attraverso la fusione di altre due ferrovie della CP: la Duluth, South Shore and Atlantic Railway e la Wisconsin Central Railway. È anche il successore di altre ferrovie, come la Minneapolis, Northfield and Southern Railway (acquisita nel 1982) e la Chicago, Milwaukee, St. Paul and Pacific Railroad (Milwaukee Road, acquisita in seguito alla bancarotta del 1985). D'altra parte, una grande quantità di miglia è stata scorporata nel 1987 alla Wisconsin Central, oggi parte della Canadian National Railway. La Soo Line Railroad e la Delaware and Hudson Railway, l'altra importante filiale della CP (prima dell'acquisizione della DM&E nel 2008), operano come Canadian Pacific Railway. La maggior parte delle apparecchiature è stata ridipinta nello schema della CP, ma l'U.S. Surface Transportation Board raggruppa tutte le filiali statunitensi della CP sotto il nome di Soo Line per scopi di registrazione. La sede di Minneapolis si trova nell'edificio Canadian Pacific Plaza, dopo essersi trasferita dal vicino Soo Line Building.